# Josef Němec
Josef Němec (České Budějovice, 25 settembre 1933 – 10 settembre 2013) è stato un pugile cecoslovacco, dal 1992 ceco.

## Palmarès

### Olimpiadi
- 1 medaglia:
  - 1 bronzo (Roma 1960 nei pesi massimi)

### Europei dilettanti
- 3 medaglie:
  - 1 oro (Mosca 1963 nei pesi massimi)
  - 2 bronzi (Praga 1957 nei pesi massimi; Lucerna 1959 nei pesi massimi)